# Avia BH-28
Avia BH-28 – czechosłowacki samolot rozpoznawczy z okresu międzywojennego, opracowany dla Rumunii. 

## Historia
W związku z zainteresowaniem Rumunii zakupem 50 samolotów rozpoznawczych w wytwórni Avia opracowany został model tego typu. Konstrukcja jego została oparta na samolocie BH-26, różnił się od tego samolotu zastosowaniem w nim brytyjskiego silnika w układzie podwójnej gwiazdy oraz zmniejszonym uzbrojeniem. Zastosowanie innego silnika spowodowało niewielkie zmiany w jego konstrukcji.
W dniu 17 lutego 1927 roku oblatano prototyp samolotu, który otrzymał oznaczenie BH-28.  Następnie w kwietniu 1927 roku samolot udał się do Rumunii, gdzie został przedstawiony przedstawicielom lotnictwa rumuńskiego. W maju 1927 roku w czasie lotu z minimalną prędkością doszło do katastrofy, w wyniku której zginęła czechosłowacka załoga: pilot Václav Bican i mechanik inż. Václav Kinský, a samolot uległ zniszczeniu. W związku z tym Rumunia wycofała swoje zainteresowanie tym samolotem, a wytwórnia Avia zaniechała dalszych prac nad nim.

## Użycie w lotnictwie
Samoloty Avia BH-28 użyte zostały do fabrycznych lotów testowych oraz lotów pokazowych w Rumunii, gdzie w maju 1927 roku doszło do katastrofy. 

## Opis techniczny
Samolot Avia BH-28 był dwupłatem o konstrukcji drewnianej. Kadłub o konstrukcji drewnianej, mieścił otwartą kabinę pilota oraz umieszczoną za nim kabinę obserwatora. Płaty o konstrukcji drewnianej, kryte były płótnem. Samolot miał podwozie klasyczne – stałe. 
Napęd stanowił silnik gwiazdowy w układzie podwójnej gwiazdy, 14-cylindrowy Armstrong Siddeley Jaguar, chłodzony powietrzem.  
Przewidywane uzbrojenie stanowiły dwa zsynchronizowane karabiny maszynowe kal. 7,7 mm umieszczone w kadłubie po obu stronach przed kabiną pilota i przez niego obsługiwane, oraz jeden ruchomy karabin maszynowy kal. 7,7 mm, umieszczony na obrotnicy lotniczej, obsługiwany przez obserwatora.